# Drăcineț, Cozmeni
Drăcineț (în ucraineană Драчинці, transliterat: Draciînți și în germană Draczynetz) este un sat reședință de comună în raionul Cozmeni din regiunea Cernăuți (Ucraina). Are 2,324 locuitori, preponderent  ucraineni (ruteni).
Satul este situat la o altitudine de 204 metri, în partea de sud a raionului Cozmeni. De această comună depinde administrativ satul Drăcineții Noi.

## Istorie
Localitatea Drăcineț a făcut parte încă de la înființare din regiunea istorică Bucovina a Principatului Moldovei. După anexarea Bucovinei de către Imperiul Habsburgic în anul 1775, localitatea Drăcineț a făcut parte din Ducatul Bucovinei, guvernat de către austrieci, făcând parte din districtul Stăneștii de Jos (în germană Unterstanestie). 
După Unirea Bucovinei cu România la 28 noiembrie 1918, satul Drăcineț a făcut parte din componența României, în Plasa Ceremușului a județului Storojineț. Pe atunci, majoritatea populației era formată din ucraineni, existând și o comunitate de români.
Ca urmare a Pactului Ribbentrop-Molotov (1939), Bucovina de Nord a fost anexată de către URSS la 28 iunie 1940, reintrând în componența României în perioada 1941-1944. Apoi, Bucovina de Nord a fost reocupată de către URSS în anul 1944 și integrată în componența RSS Ucrainene. 
Începând din anul 1991, satul Drăcineț face parte din raionul Cozmeni al regiunii Cernăuți din cadrul Ucrainei independente. Conform recensământului din 1989, numărul locuitorilor care s-au declarat români plus moldoveni era de 5 (2+3), reprezentând 0,21% din populație . În prezent, satul are 2.324 locuitori, preponderent ucraineni.

## Demografie
Componența lingvistică a localității Drăcineț
     Ucraineană (99,66%)
     Alte limbi (0,26%)
Conform recensământului din 2001, majoritatea populației localității Drăcineț era vorbitoare de ucraineană (99,66%), existând în minoritate și vorbitori de alte limbi.
1989: 2.364 (recensământ)
2007: 2.324 (estimare)

### Recensământul din 1930
Componența etnică a comunei Drăcineț (județul Storojineț)
     Români (8,89%)
     Evrei (5,94%)
     Ruteni (76,03%)
     Ruși (8,14%)
     Altă etnie (1%)
Componența confesională a comunei Drăcineț
     Ortodocși (93%)
     Mozaici (5,94%)
     Altă religie (1,06%)
Conform recensământului efectuat în 1930, populația comunei Drăcineț se ridica la 3.902 locuitori. Majoritatea locuitorilor erau ruteni (76,03%), cu o minoritate evrei (5,94%), una de ruși (8,14%) și una de români (8,89%). Alte persoane s-au declarat: polonezi (34 de persoane) și germani (3 persoane). Din punct de vedere confesional, majoritatea locuitorilor erau ortodocși (93,00%), dar existau și mozaici (5,94%). Alte persoane au declarat: romano-catolici (37 de persoane) și greco-catolici (4 persoane).

## Personalități
- Salo Weisselberger (1867-1931) - jurist de origine evreiască, membru în Dieta Bucovinei (1911-1914), viceprimar și apoi primar al orașului Cernăuți (1913-1914), senator român (1922-1926), deputat român (1927-1928)